# Lützowstraße 28 (München)

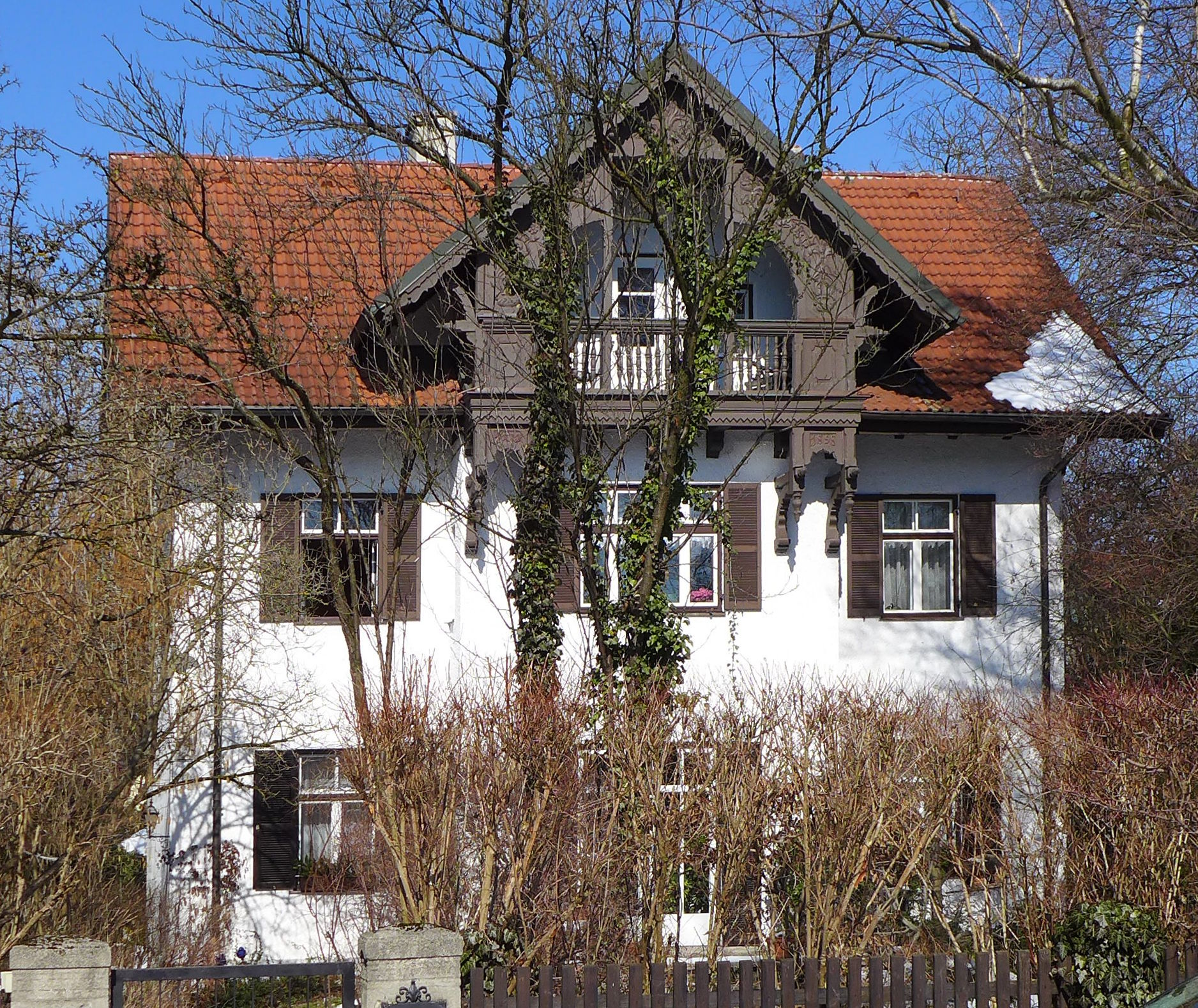
Haus Lützowstraße 28

Das Haus Lützowstraße 28 im Stadtteil Obermenzing der bayerischen Landeshauptstadt München wurde 1898 errichtet. Das Wohnhaus in der Lützowstraße, das zur Villenkolonie Pasing II gehört, ist ein geschütztes Baudenkmal.
Der traufseitige Satteldachbau im Stil der deutschen Renaissance wurde vom Büro August Exter entworfen. Er gehört zur Erstbebauung der Straße. An der Hausecke steht in einer Nische die Figur des heiligen Joseph. 
Er stellt einen ähnlichen Typus, mit Mittelrisalit und Holzwerk,  wie das Haus Nr. 46 dar. 